# Coelioxys spinosa
Coelioxys spinosa är en biart som beskrevs av Herman Dewitz 1881. Coelioxys spinosa ingår i släktet kägelbin, och familjen buksamlarbin. Inga underarter finns listade i Catalogue of Life.